# Oxylapia polli
Oxylapia polli – gatunek słodkowodnej ryby z rodziny pielęgnicowatych (Cichlidae), jedyny przedstawiciel rodzaju Oxylapia. 

## Występowanie
Gatunek ten jest endemitem wschodniej części Madagaskaru; występuje w rzece Nosivolo, która jest dopływem Mangoro.

## Opis
Osiąga w naturze do 13 cm długości. 

## Status zagrożenia
W Czerwonej księdze gatunków zagrożonych Międzynarodowej Unii Ochrony Przyrody został zaliczony do kategorii EN (ang. Endangered „zagrożony”).